# Râul Cib
Râul Cib este un curs de apă, afluent al râului Ardeu.  

## Hărți
- Harta Județul Alba
- Harta județului Hunedoara
- Harta munților Apuseni